# Sarcophaga eos
Sarcophaga eos är en tvåvingeart som beskrevs av Zumpt 1955. Sarcophaga eos ingår i släktet Sarcophaga och familjen köttflugor. Inga underarter finns listade i Catalogue of Life.